# Gerichtsbezirk Linz
Der Gerichtsbezirk Linz ist ein dem Bezirksgericht Linz unterstehender Gerichtsbezirk in der Statutarstadt Linz (Bundesland Oberösterreich) mit 159.121 Einwohnern (Stand: 1. Jänner 2020).

## Geschichte
Mit dem Erlass des k. k. Oberlandesgerichtes Linz vom 4. Juli 1850 wurden für das heutige Gebiet der Stadt Linz sowie die angrenzenden Gemeinde zunächst drei separate Bezirksgerichte geschaffen. Das sogenannte „Bezirksgericht Linz I. Sektion zu Linz“ umfasste dabei die fünf Steuergemeinden Linz, Untere Vorstadt Linz, St. Peter, Kleinmünchen und Traun, das „Bezirksgericht Linz II. Sektion zu Linz“ die sieben Steuergemeinden Dörnbach, Obere Vorstadt Linz, Holzheim, Ruefling, Leonding, Wilhering und Schönering und  das „Bezirksgericht Linz III. Sektion zu Linz“ die 23 Steuergemeinden des späteren Gerichtsbezirks Urfahr.
Das „Bezirksgericht Linz III. Sektion“ wurde noch 1850 in „Urfahr bei Linz“ geändert.
Die Bezirksgerichte I. und II. Sektion wurden in der Folge zusammengelegt, wodurch der Gerichtsbezirk neben der Stadt Linz im Jahr 1900 die Gemeinden Hörsching, Kirchberg, Kleinmünchen, Leonding, Oftering, Pasching, St. Peter, Traun und Wilhering umfasste.
Obwohl die Stadtgemeinde Urfahr inklusive der Gemeinde Pöstlingberg 1915 vom Gerichtsbezirk Urfahr zur Stadt Linz eingemeindet worden war, blieb der Stadtteil nördlich der Donau noch Teil des Gerichtsbezirks Urfahr. Auch das in den 1930er Jahren nach Linz eingemeindete St. Magdalena blieb zunächst Teil des Gerichtsbezirks Urfahr.
Nach der Machtübernahme der Nationalsozialisten wurde der Gerichtsbezirk Sankt Florian per 15. Juni 1943 aufgelöst und die Gemeinden dem Gerichtsbezirk Linz zugewiesen. Diese Auflösung wurde 1958 letztgültig rechtswirksam, als die Gerichtsbezirke Urfahr, Sankt Florian und Ottensheim durch ein Bundesgesetz aufgelöst wurden.
Im Zuge der Auflösung der Gerichtsbezirke Urfahr und Sankt Florian wurde das Gebiet des Gerichtsbezirkes Linz völlig neu geordnet, dass nunmehr lediglich das Stadtgebiet von Linz umfasste. Dafür war das Bezirksgericht Linz von nun an auch für die Stadtgebiete nördlich der Donau zuständig. Im Gegenzug wurde der Gerichtsbezirk Urfahr-Umgebung anstelle des Gerichtsbezirks Urfahr wiederum ohne die Gebiete von Urfahr und St. Magdalena wieder errichtet. Die übrigen Gebiete des Gerichtsbezirkes Linz bildeten zusammen mit den Gemeinden des aufgelösten Gerichtsbezirkes Sankt Florian den Gerichtsbezirk Linz-Land.
Seit 2013 umfasst der Gerichtsbezirk nicht mehr ganz Linz, da die Stadtteile Pöstlingberg, St. Magdalena und Urfahr dem Gerichtsbezirk Urfahr zugewiesen wurden.

## Gerichtssprengel
Der Gerichtssprengel umfasst das Gebiet der Stadt Linz rechts der Donau (Katastralgemeinden Ebelsberg, Kleinmünchen, Linz, Lustenau, Mönchgraben, Pichling, Posch, St. Peter, Ufer, Waldegg und Wambach).
Am 1. Jänner 2020 waren im Gerichtsbezirk 159.121 Einwohner mit Hauptwohnsitz gemeldet.